# Fred Fish
Fred Fish (Manchester, Connecticut, 1952. november 4. – Sandpoint, Idaho, 2007. április 20.) amerikai számítógép-programozó, aki a freeware Amiga szoftvereket terjesztő "Fish Disk" sorozatáról és a GNU Debuggeren végzett munkájáról ismert.

## Fish Disks
A "Fish Disk" elnevezést Perry Kivolowitz alkotta meg egy jersey-beli Amiga felhasználói csoport találkozóján. A lemezeket számítógépes boltokban, illetve Amiga rajongói klubokban terjesztették. A közreműködők beküldték programjaikat és forráskódjukat és a legjobbakat minden hónapban összegyűjtötték és floppy lemez formátumban kiadták és postai levelek útján terjesztették. Miután az Internet még nem volt könnyen elérhető a hadseregen, illetve egyetemi körökön kívül, ezért a rajongóknak ez volt az elsődleges lehetősége munkáik és gondolataik megosztására.
Csak az anyagköltségért kellett fizetni és a sorozat 1984-től egészen 1994-ig folytatódott. Érdekes megfigyelni a lemezek tartalmát, mert képet ad az amigás szoftverek egyre összetettebbé válásáról, illetve látni lehet számos ma is létező szoftver-trend felemelkedését.

## Egyéb tevékenységei
Fred kezdeményezője volt a "GeekGadgets" projektnek, mely egy szabványos GNU környezet volt AmigaOS-re, illetve BeOS-re.
Az 1990-es években dolgozott a Cygnus Solutions-nak, illetve 1998-tól a Be Inc.-nek, többek között a GNU Debuggeren.
Még 1978-ban publikálta a "User Survival Guide for TI-58/59 Master Library" című kézikönyvet, mely a Texas Instruments TI-58/TI-59 típusú programozható zsebszámológépéhez adott, vicces képekkel illusztrált segédletet.

## Magánélete
Fred Fish halála előtt nem sokkal vette feleségül Michelle Norman-t és 2007. április 20-án hunyt el idahoi otthonában szívroham következtében. A hírt fia, Richard Fish osztotta meg kollégáival egy héttel később. Hamvait az óceánba szórták végakarata szerint.

## Kapcsolódó weblapok
- Fish Disks, FTP archívum
- Fred Fish memorial archive a Wayback Machine-ben (archiválva 2013. december 8-i dátummal), archivált emlékoldal

## Fordítás
- Ez a szócikk részben vagy egészben  a   Fred Fish című angol Wikipédia-szócikk fordításán alapul.  Az eredeti cikk szerkesztőit annak laptörténete sorolja fel. Ez a jelzés csupán a megfogalmazás eredetét és a szerzői jogokat jelzi, nem szolgál a cikkben szereplő információk forrásmegjelöléseként.